# 鲁弗斯·金

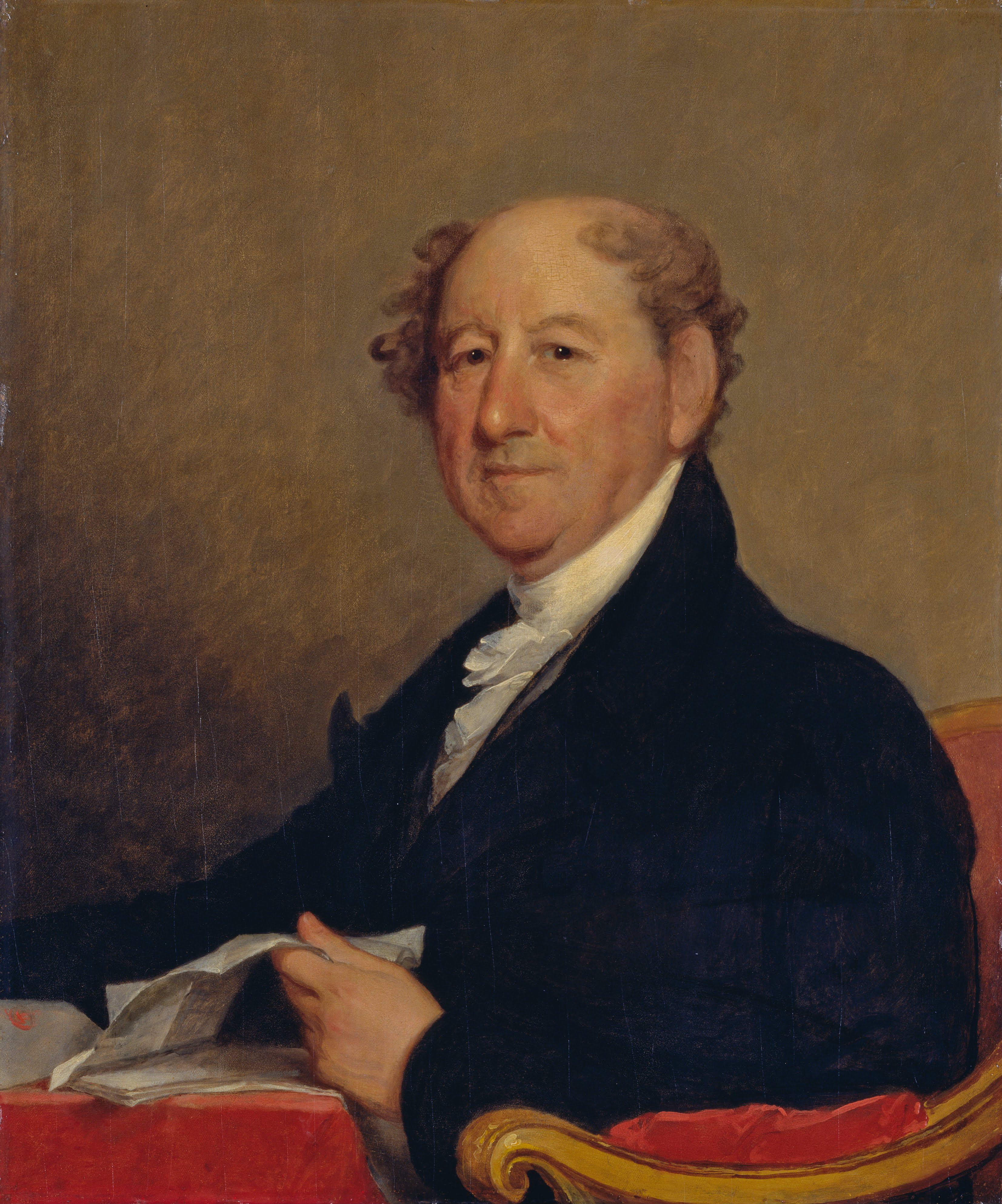
鲁弗斯·金 (1820年)

鲁弗斯·金（英語：Rufus King，1755年3月24日—1827年4月29日），是美国开国元勋、联邦党政治家、外交官和律师。他是马萨诸塞州参加大陆会议和费城会议的代表，也是1787年《美国宪法》的签署人之一。第一届国会成立后，他代表纽约州被选为美国参议院议员。金一直是联邦党的主要成员，他在1816年美国总统选举期间担任该党的最后一位总统候选人。

## 延伸阅读
- Chisholm, Hugh (编). .  (第11版). London: Cambridge University Press. 1911.
- Brush, Edward Hale. Rufus King and His Times. New York: Nicholas L. Brown, 1926.
- King, Charles R. The Life and Correspondence of Rufus King, 4 vol. 1893–1897.
- Perkins, Bradford. The First Rapprochement: England and the United States, 1795–1805. University of California Press, 1967.